# Siekierki (West-Pommeren)
Siekierki is een dorp in de Poolse woiwodschap West-Pommeren. De plaats maakt deel uit van de gemeente Cedynia.